# Agustín Vales Castillo
Agustín Vales Castillo (Mérida, Yucatán 1857 – Ibidem 1938) fue un empresario, banquero, hacendado, filántropo y político liberal mexicano que se desempeñó como jefe político de Mérida durante la gubernatura de Olegario Molina, destacándose como una figura prominente durante el apogeo del henequén debido a su influencia en los círculos empresariales y políticos de Yucatán durante el porfiriato. 
Durante su mandato como jefe político de Mérida (1902 - 1908), Vales impulsó diversas obras públicas importantes para la ciudad que fueron reconocidas nacional e internacionalmente. Durante la visita de Porfirio Díaz a Mérida, el presidente elogió el estado impecable y moderno de Mérida, considerándola un lugar adecuado para la inversión y el crecimiento económico. Además, la descripción elogiosa de Mérida por parte de los escritores británicos Frederick Frost y Channing Arnold respalda la reputación que tenía la ciudad en ese momento como un lugar limpio, moderno y próspero. Aunque se reconoce a Vales por su contribución al desarrollo de Mérida, también se le atribuyen acciones autoritarias y paternalistas durante su gobierno.
Durante la Revolución mexicana, hubo un cambio en el poder político en Yucatán y muchas familias de la élite económica se unieron al movimiento maderista liderado por José María Pino Suárez, quien era sobrino político de Vales. Durante ese período, Vales se acercó al maderismo y mantuvo estrechas relaciones empresariales con la familia Madero. En 1912, por ejemplo, Vales se asoció con Ernesto Madero Farías, tío del presidente Francisco I. Madero, para fundar la Compañía Harinera del Golfo, S.A., que se convirtió en el principal proveedor de harina en la península de Yucatán.
Durante el siglo XX, la familia Vales se posicionó como una destacada dinastía empresarial en el sureste de México, con Agustín Vales Millet expandiendo el imperio establecido por su padre. Sus emprendimientos incluyeron la creación del Banco de Yucatán, S.A., la industrialización del triplay yucateco, el monopolio en el embotellamiento y distribución de Coca Cola, y la distribución de Volkswagen en la península de Yucatán.

## Familia
Agustín Vales Castillo, nació en Mérida, Yucatán en 1857. Su padre, Agustín Vales, era empresario y hacendado originario de Galicia, España, mientras que su madre, María de Castillo Dafrota, era originaria de Mérida. Por vía materna, la familia Castillo tenía una distinguida ascendencia como hacendados en Yucatán desde la época colonial. Podían rastrear su linaje hasta Cornelio el Centurión, el primer gentil en convertirse al cristianismo, y su solar ancestral se encontraba en las Montañas de Burgos, conocido por su prestigio.
El 24 de julio de 1879, Agustín Vales contrajo matrimonio con María Cristina Millet Hübbe, hija de José María Millet Aragón y María Cristina Hübbe García Rejón. 
Juntos, tuvieron los siguientes hijos: María, Agustín y Carlos.
A través de su hermana, María del Carmen, Agustín Vales emparentó con Raymundo Cámara y con destacados políticos maderistas en la península de Yucatán. Sus sobrinos, Nicolás y Alfredo Cámara Vales, fueron gobernadores de Yucatán y Quintana Roo, respectivamente. Además, su sobrino político, José María Pino Suárez, se desempeñó como vicepresidente de México.

## Trayectoria
Antes de asumir el cargo de jefe político de Mérida, Agustín Vales ya se destacaba como un empresario prominente. Se menciona que Olegario Molina, gobernador de Yucatán, lo seleccionó para el puesto debido a su reputación como “hombre de energía, probidad, talento y conocedor del medio en que obraría.” Además, otras fuentes lo describen como un “hábil y audaz promotor de veneros de progreso".
Es relevante destacar que el gobernador Molina, perteneciente al Partido Liberal, eligió a Agustín Vales a pesar de que este había simpatizado con el Partido Conservador en la administración anterior. En ese tiempo, se formó un grupo de comerciantes conservadores, incluyendo a Vales, Eusebio Escalante y Raymundo Cámara, quienes conformaron la denominada "Lonja Meridiana", un exclusivo club social, y respaldaron al recién electo gobernador, el general Francisco Cantón Rosado.
Durante su mandato como jefe político de Mérida, Agustín Vales impulsó diversas obras públicas, como la pavimentación y el sistema de drenaje de la ciudad, la construcción del asilo Ayala y la ampliación de la Penitenciaría Juárez. Además, jugó un papel fundamental en la fundación del Hospital General Agustín O'Harán de Mérida, reconocido hasta hoy como uno de los mejores hospitales del país. Vales realizó una importante donación personal para la creación del hospital, junto con otros benefactores, incluyendo a Leandro Ayala y miembros de la familia Molina.

En febrero de 1906, cuando Porfirio Díaz visitó Mérida, fue recibido en una elegante recepción en la residencia de Vales. Díaz quedó impresionado positivamente por el progreso alcanzado en Mérida durante la administración de Vales, describiendo a la ciudad como impecable y moderna, un lugar adecuado para los grandes capitales que se generaban en Yucatán. Con Vales a cargo de la jefatura política, Mérida floreció, sus calles numeradas con criterio científico, pavimentadas con macadán, iluminadas de noche con lámparas eléctricas y transitadas de día con modernos tranvías, todo ello antes que la Ciudad de México. En esos años, Frederick Frost y Channing Arnold, dos escritores británicos, visitaron describieron la capital del Estado: 
"Mérida era mágicamente perfecta, completamente diferente a cualquier otra ciudad hispanoamericana que se pudiera imaginar. Mérida es una ciudad tan limpia que resulta asombrosa. Los millonarios henequeneros son tan ricos que realmente no saben qué hacer con su dinero... y se les ocurrió la idea de modernizar la ciudad. Tomó cuatro años (1902-1906) y el resultado es la perfección. De norte a sur, de este a oeste, las calles, tanto las laterales como las principales, se extienden a lo largo de las tres millas de ancho de la ciudad, con una superficie tan lisa como el cristal y limpia como el mármol. Mientras recorríamos sin esfuerzo calle tras calle, observando casas bien construidas y en armonía, nos frotamos los ojos y nos preguntamos si habíamos llegado a una tierra donde cada día era el día de la limpieza. La gente que pasaba en carruajes, los policías en la esquina con sus elegantes uniformes holandeses y los comerciantes en las puertas de sus tiendas... todos ellos lucían una apariencia impecable que superaba toda descripción. El esplendor de la ciudad tenía un efecto hipnotizante que casi nos convenció de que habíamos llegado a la Utopía."
Aunque se le reconoce por su contribución al desarrollo de Mérida, también se le atribuyen acciones autoritarias durante su gobierno: intentó evitar el crecimiento del sindicalismo y también se menciona que promovió políticas higienistas, como la prohibición de bebidas embriagantes y el cierre de cantinas en la ciudad.
Su estrecha asociación con el Molinismo no se limitó a lo político, sino que también fue socio de Olegario Molina en diversas empresas relacionadas con la explotación del henequén. Además, junto con los hermanos Cámara Ancona, fue propietario de la influyente Hacienda de Chenkú, una de las más destacadas de Yucatán.
En colaboración con Raymundo Cámara Luján, su cuñado, y Eusebio Escalante, Agustín Vales fundó la Compañía Agrícola del Cuyo y Anexas, S.A., aunque su participación accionaria era minoritaria. Esta compañía llegó a emplear a más de mil quinientos trabajadores y controlaba una extensa propiedad de 2,627 km² en la zona noroeste de Yucatán. La hacienda poseía recursos abundantes, como árboles para la obtención de tintes, tierras aptas para el cultivo de caña de azúcar, vainilla, tabaco, maíz y cereales, así como áreas propicias para la producción de sal marina. También se destacaba por la explotación de recursos forestales, como maderas valiosas utilizadas en la ebanistería y en la construcción, y la extracción de chicle. Además, se cultivaban productos como cacao, algodón, plátano y vainilla. La Compañía exportaba el palo de tinte a los mercados europeos de Hamburgo, Le Havre y Liverpool, donde se utilizaba en la manufactura textil. Respecto al chicle, su principal destino era Nueva York, con una comercialización anual promedio de 400,000 kilogramos.
En 1906, junto con su hijo Agustín Vales Millet, fundó la Cámara de Comercio de Mérida y en su momento, ocuparon la presidencia de dicha agrupación.
También se destacó en el ámbito de la banca y las finanzas. Fue uno de los socios fundadores y miembro del primer consejo de administración del Banco Mercantil Yucateco, S.A., una entidad que competía con el Banco de Yucatán, S.A. El primer banco estaba conformado por empresarios afines a los intereses de Olegario Molina, mientras que el segundo banco estaba respaldado por empresarios cercanos a Eusebio Escalante Castillo y Raymundo Cámara Luján. En 1937, poco antes de su fallecimiento, fundó el Banco Mercantil de Tampico, S.A. y la Sociedad Financiera Mercantil, S.A.

En mayo de 1911, con el triunfo de la Revolución maderista, Porfirio Díaz y su gabinete renunciaron. Olegario Molina, al dejar el cargo de Secretario de Fomento, Colonización e Industria, se vio obligado a exiliarse en La Habana, Cuba. A pesar de haber perdido su poder político, Molina intentó seguir influyendo en la economía de la península a través de testaferros desde el exilio. Durante esta época, Vales se acercó al maderismo, un movimiento político liderado en el sureste de la República por José María Pino Suárez, quien era su sobrino político.
"Pino Suárez ganó a la causa maderista a la gran mayoría de las familias de la élite económica del estado. Los que eran molinistas se hicieron maderistas, y lo mismo pasó con los antiguos partidarios “liberales” del ex gobernador Carlos Peón, inactivos políticamente desde la crisis de 1897 [...] Al pinismo se pasaron los Cámara, Medina, Vales, Espejo, Castellanos, Escalante, Manzanilla y Peniche." 
Vales mantuvo estrechos lazos empresariales con la Familia Madero, una influyente estirpe de industriales de Coahuila que, en los albores del siglo XX, era una de las familias más adineradas del país y que respaldó financieramente la Revolución de 1910 contra el dictador Porfirio Díaz. En 1912, en asociación con Ernesto Madero Farías, secretario de Hacienda y tío del presidente Francisco I. Madero, Vales fue uno de los socios fundadores de la Compañía Harinera del Golfo, S.A., que durante muchos años fue el principal proveedor de harina en la península de Yucatán.

Es importante destacar que, influenciado por Vales, Olegario Molina también se acercó a la causa revolucionaria:
"Cuando Molina cedió oficialmente las riendas de su casa exportadora a su yerno, Avelino Montes en 1905, el precio de la fibra había estado cerca de 15,4 centavos por kilogramo; sin embargo, para 1911, se había desplomado a 6,6 centavos, menos que la cifra de 9,9 a 8,8 centavos que Molina había postulado como saludable para la industria. A principios de 1913, Molina hablaba abiertamente sobre el dañino monopolio de Harvester y apoyaba los esfuerzos cooperativos, por medio de la Comisión Reguladora del Mercado del Henequén, de los cultivadores para romper el control de los trusts norteamericanos. Luego, cuando Huerta derrocó a Madero [...], Molina comenzó a actuar en apoyo de Venustiano Carranza. Parece probable que ahora considerara a los carrancistas, con su pronunciada ideología nacionalista, como un medio para liberar a los yucatecos del imperio informal que Harvester había consolidado anteriormente con su ayuda. En retrospectiva, Molina "puede haber sido el único científico porfiriano que apoyó una facción revolucionaria durante la Revolución Mexicana". Varios parientes y cercanos asociados de Molina, especialmente los Rendón y los Vales, desempeñarían roles importantes en la gestión economica del gobernador Alvarado. Harvester no mostró una gran preocupación por la deserción de Molina a principios de la década de 1910; ni tampoco tuvieron dificultades para encontrar un reemplazo. El suplente lógico fue Avelino Montes."
Durante el siglo XX, los Vales siguieron siendo una de las más importantes familias empresariales del sureste del país. Su hijo primogénito, Agustín Vales Millet, heredó y expandió el imperio empresarial que su padre había construido. En 1934, junto con Alfonso Ponce Cámara y otros destacados empresarios, fundó el Banco de Yucatán, S.A. (como sucesor del banco original), desempeñándose en varias ocasiones como vicepresidente del consejo de administración. Era a la vez presidente del Consejo de Administración de la Compañía Harinera Peninsular, S.A. y fue presidente de la Cámara de Comercio de Mérida. Junto con sus hijos  desarrolla el aserradero La Chiquita, entre otras empresas.
Desde principios de la década de 1940, Vales Millet fundó la Compañía Industrial Maderera S.A. El triplay yucateco, que industrializaba la caoba y el cedro de dureza compacta y fino aroma, se vendía en todo el mundo. Después de Industrias Madereras Unidas, S. A. (MUSA), dirigida por Raymundo Cámara Peón, la familia Vales se convirtió en los principales productores de triplay en la peninsula. El negocio prosperó hasta mediados de la década de 1970 cuando los técnicos japoneses lograron elaborar un triplay con maderas suaves de Indonesia, la misma vista y similar resistencia que el triplay yucateco, pero posible de comercializar a mitad de precio. Asociados con la familia Ponce, los Vales también operaron un monopolio sobre la distribución y embotellamiento de la Coca Cola en la península yucateca, misma que habían adquirido de la familia Pino. A finales de la década de 1940, la Embotelladora Peninsular, S.A. había iniciado la producción de un nuevo refresco con marca propia, Cristal, con sabores de sidra negra, cebada, naranja y agua mineral. En 1962, también en sociedad con los Ponce, los Vales obtuvieron la distribución de los automóviles Volkswagen en la península. Similarmente, en 1946, los Ponce y los Vales fundaron Agencias Mercantiles, S.A., especializada en la distribución de los camiones International, de la International Harvester.

## Casa Vales
Vales fue dueño de la Casa Vales, un palacete de estilo neoclásico ubicado en el Paseo de Montejo, que ha sido reconocido como "uno de los tesoros arquitectónicos que testimonian el esplendor económico que alcanzó la capital yucateca en los inicios del siglo XX.". La residencia fue construida en 1908 y adquirida por Vales en 1914. Con el tiempo, la cedió como regalo de bodas a su hijo Carlos Vales Millet y Rosa Cámara. El primogénito de la familia Vales Cámara fue el último descendiente en disfrutar de la mansión antes de venderla al Grupo Financiero Santander en 1995.